# Polizei-Institut Charlottenburg

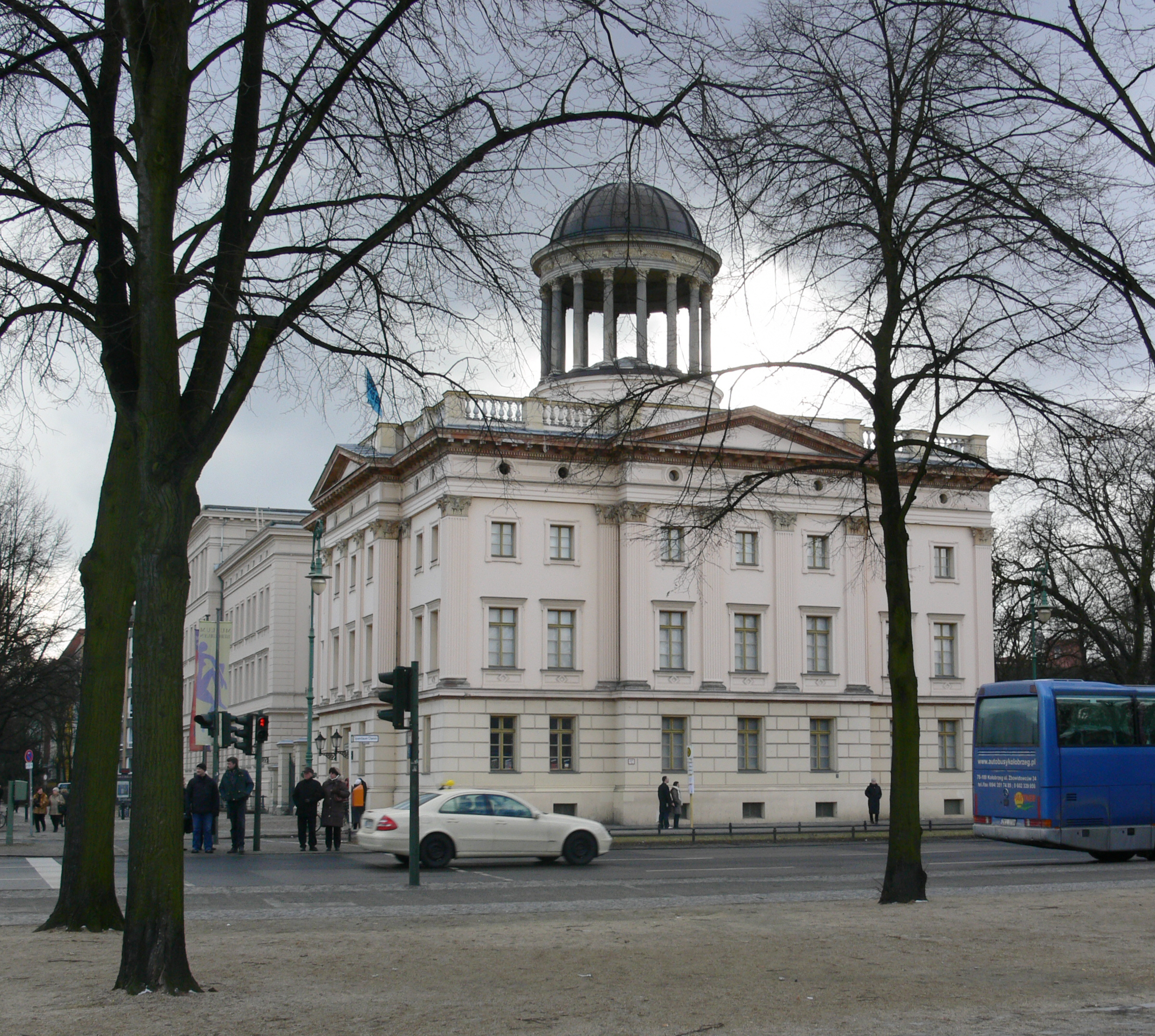
Gebäude des Instituts im Stülerbau

Das Polizei-Institut Charlottenburg (ab 1937: Führerschule der Sicherheitspolizei, ab 1939 Führerschule der Sicherheitspolizei und des SD) war eine 1927 gegründete Ausbildungs- und Forschungsstätte der preußischen Polizei in Berlin-Charlottenburg. Das Institut hatte zunächst seinen Sitz in der Charlottenburger Soorstraße 83 und wechselte dann in den westlichen Stülerbau, in dem sich heute das Museum Berggruen befindet. In Vorbereitung des Zweiten Weltkrieges sollte es zur „Zentralen Schule des RSHA“ ausgeprägt werden.

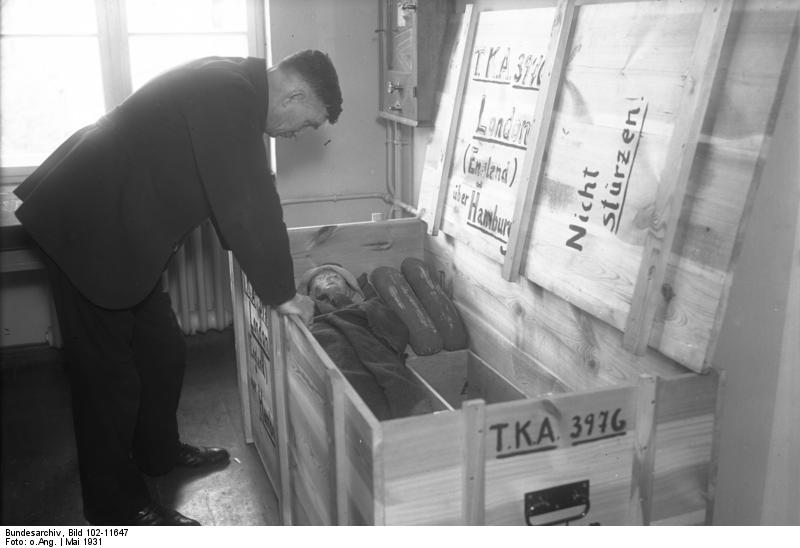
Lehrmittelsammlung: Kiste, in der sich ein blinder Passagier versteckt hat (Simulation eines echten Falls)

## Geschichte

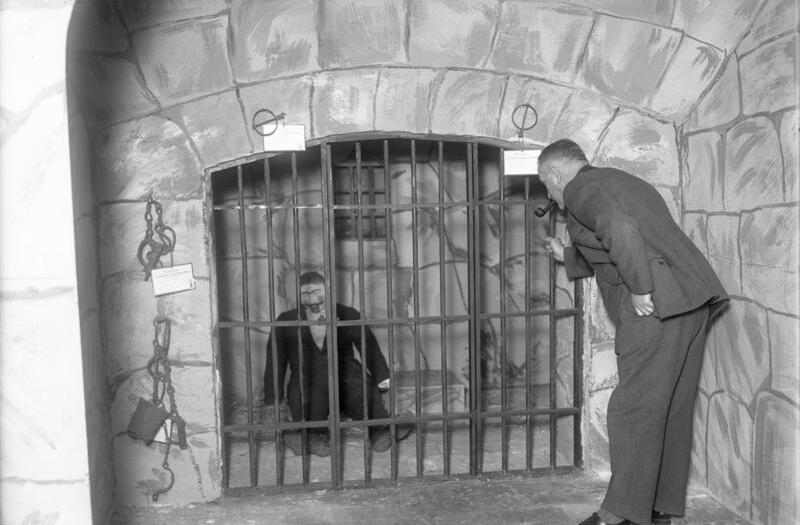
Simulation einer Dunkelhaftzelle

Aus der Höheren Polizeischule in Eiche hervorgegangen, arbeitete das Polizei-Institut von Beginn an eng mit der dort angesiedelten Ausbildungs- und Forschungsinstitution des preußischen Innenministeriums zusammen. Hier saßen die Befürworter für eine Ausrichtung der Polizeiarbeit auf rechtliche und demokratische Grundlagen, wie es die Weimarer Verfassung bestimmte. Ab 1920 waren bereits in Eiche Schritte gegangen worden, Ausbildungslehrgänge für Polizeioffiziere und Polizei-Anwärter durchzuführen. Die Höhere Polizeischule selbst wurde im Mai 1921 gebildet, begann aber erst 1923 mit dem ersten offiziellen Polizei-Offiziersanwärter Lehrgang. Wenige Monate vorher, zum Herbst 1922 war noch in Eiche der erste Kriminalkommissarlehrgang begonnen worden. Im Jahr 1925/1926 war dann ein zentraler Standort für die Ausbildungskurse in Berlin Soorstraße 83 gefunden und am neuen Standort mit der Schulungsarbeit für Kriminalisten begonnen worden. Ab 1927 betreute das Institut den ersten Einjahreslehrgang für Kriminalisten-Anwärter.  Die Absolventen galten als Elite der Polizei, „die Charlottenburger“, wie sie auch genannt wurden. Erster Leiter in der Aufbauphase war ab 1926 Max Hagemann, später der erste Chef des Bundeskriminalamtes. Die fünf Hauptthemen der Lehrtätigkeit des Instituts umfassten: Staats- und Polizeirecht, Berufspsychologie und Pädagogik, Geschichte und Soziologie, Organisation und Verwendung der Polizei, Kriminologie und Kriminalistik. Neben der Aus- und Weiterbildung von Polizeikommissaren und -offizieren war das Institut für die Ausbildungsvorschriften der Polizei verantwortlich. Von 1929 bis 1933 fungierte Ministerialrat Ernst von den Bergh (1873–1968) als Präsident des Polizei-Instituts. Erst in seiner Amtszeit wurde 1931 mit der genauen Fixierung der preußischen Polizeiausbildungsvorschriften begonnen. Von Bergh nahm wesentlichen Einfluss auf die inhaltliche und organisatorische Profilierung der Bildungseinrichtung für das höhere Polizeipersonal. Mit der Machtübernahme der Nationalsozialisten im Januar 1933 wurden von Bergh, fast alle Führungskräfte und Dozenten wegen ihrer weltanschaulichen Nähe zu Demokratie, Recht und sozialdemokratischen Positionen aus dem Institut entfernt.

## Ab 1933
Ein Bruch der bisherigen kontinuierlichen, an der Verfassung der Weimarer Republik orientierten Entwicklung trat am 22. August 1933 ein, als der neu ernannte preußische Innenminister Hermann Göring das Institut zur zentralen Lehrstätte der Kriminalpolizei für ganz Deutschland erklärte. Ab diesem Zeitpunkt erfolgte eine konsequente institutionelle Trennung zwischen der Ausbildung von Schutzpolizisten, Landjägern und Kriminalisten. An die Spitze des Instituts wurde übergangsweise Personal gestellt, das von seiner Einstellung und beruflichen Herkunft her den nationalsozialistischen Zielen offen gegenüberstand. Das betraf vor allem den seit 1933 eingesetzten Leiter, Felix Linnemann, der Kriminalist war und aus der Sportbewegung stammte. Neben seiner Person umfasst das Institut bis 1935 noch weitere acht hauptamtliche Mitarbeiter aus der Kriminalpolizei. Erst später kamen als Dozenten auch Offiziere des Sicherheitsdienstes und der Gestapo zum Einsatz. Ab November 1933 wurde die nationalsozialistische Ideologie fester Bestandteil der Ausbildung von Kriminalisten. Zeitnah wurden die Lehrgänge zur Fachentwicklung von Kriminalkommissaren nun auch für Mitarbeiter des Sicherheitsdienstes des Reichsführers SS geöffnet. Auch Anpassungslehrgänge und Kurse für zukünftige Kolonialbeamten ergänzten das Spektrum. Alle Bewerber mussten nun vorher ihre politische Zuverlässigkeit überprüfen lassen und wurden nur zugelassen, wenn sie die Gewähr boten, sich „rückhaltlos für den nationalsozialistischen Staat einzusetzen“. Ab 1935 setzten Bemühungen ein, das Institut, sowie weitere Führerschulen Heinrich Himmler direkt zu unterstellen, um auf diesem Weg die ideologische Ausrichtung der zukünftigen Führungsschicht in der SS, Polizei und Sicherheitsdienst gewährleisten und auf die NS-Staatsdoktrin einschwören zu können. Spätestens 1936 war die nationalsozialistische Staats- und Rechtsauffassung, die NS-Rassentheorie und Antisemitismus sowie Völkerhetze als „Gegner-Wissen“ getarnt und fester Bestandteil der Bildungsinhalte. Infolge der reichseinheitlichen Zentralisierung der Polizei wurde das Institut dann 1937 in „Führerschule der Sicherheitspolizei“ umbenannt. Damit war der Übergangsprozess seit 1933 abgeschlossen. Zeitnah wurde der bisherige Leiter Linnemann entfernt und ein Kommandeur, das SS-Mitglied Otto Hellwig, an die Spitze der Führerschule gestellt. Eingeführt wurde im Folgejahr der Uniformzwang für die Schüler, eine Militarisierung der Verwaltungsstruktur und die Einrichtung des Führerprinzips für die einzelnen Lehrgänge.
Am 17. Juni 1936 führte ein Erlass des Reichsinnenministers Wilhelm Frick alle Polizeikräfte des Reichs unter dem Reichsführer SS Heinrich Himmler zusammen, der zum „Chef der Deutschen Polizei im Reichsministerium des Innern“ ernannt wurde. Die Gleichschaltung der Polizei war ein wichtiger Schritt zur Stabilisierung nationalsozialistischer Machtstrukturen. Himmler gliederte die Polizei neu in das Hauptamt Ordnungspolizei unter Kurt Daluege (Schutzpolizei, Polizeibataillone, Gendarmerie) und das Hauptamt Sicherheitspolizei unter Reinhard Heydrich (Kriminalpolizei und Gestapo). Anlässlich einer Besichtigung durch Heydrich an der Führerschule, bei dem die Schüler in Uniform, aber die Lehr- und Führungskräfte im schwarzen Anzug auftraten, wurde umgehend der Uniformzwang im Dienst und in der Freizeit, das Schulpersonal eingeschlossen, angeordnet. Eine weitere Zäsur vollzog sich 1938/1939, nicht ohne vorangegangene Auseinandersetzungen. Das inzwischen auf eine rein praktische Befähigung der Absolventen als Führungskraft der Sicherheitspolizei und des Sicherheitsdienstes, ausgestattet mit der NS-Ideologie, ausgerichtete Bildungskonzept stieß immer deutlicher an bestimmte Grenzen der Vorgaben von Laufbahnprinzipien für die allgemeine und innere Verwaltung. Im Ergebnis wurde die Führerschule darauf ausgerichtet, dass sie den Kursteilnehmern das Rüstzeug für einen Einsatz als Führungskraft bzw. Leiter einer Behörde innerhalb der Polizei- und Sicherheitsbehörden zu vermitteln hat. Abgespaltet davon, als akademische Struktur wurde an der Universität Berlin die Auslandswissenschaftkiche Fakultät, als ein wissenschaftliches Gebäude einer späteren „Reichshochschule“ für die SS gegründet. Nach abgeschlossener Zusammenfügung aller unterschiedlichen Polizeiorganisationen mit dem Sicherheitsdienst der NSDAP im Reichssicherheitshauptamt erhielt die Institution in Charlottenburg 1939 die Bezeichnung als „Führerschule der Sicherheitspolizei und des Sicherheitsdienstes“. Aber der ursprüngliche Plan, das Polizei-Institut zum Leitinstitut des Sicherheitsdienstes und später des Reichssicherheitshauptamtes für die Ausbildung des benötigten Personals zu erheben und ihm alle anderen Führerschulen der SS, des SD und der Sicherheitspolizei unterzuordnen ging nicht auf, da kriegsbedingt der Zusammenschluss von Sicherheitspolizei und Sicherheitsdienst auf der Strecke blieb.
Das Polizeiinstitut Berlin-Charlottenburg unterstand ab 1936 Reinhard Heydrich unmittelbar. Die Führung aller Schulen übertrug er ab 1940 Bruno Streckenbach. Zu seiner fachlichen und ideologischen Führung war im Hauptamt des Sicherheitsdienstes das für alle „Höheren Führerschulen“ zuständige Dezernat 23 der Zentralabteilung I verantwortlich. Geführt wurde es nach militärischen Prinzipien, ihr stand ein Kommandeur vor, dem ein Adjutant zugeordnet war, ferner ein Stabsführer und nachgeordnet die Lehrkräfte (Dozenten). Der Lehrplan zielte ab 1936 auf die Verschmelzung von SS- und Polizeiführung, vor allem deren einheitliche nationalsozialistische Ausprägung ihrer Weltanschauung hin. Heydrich sprach 1937 von der „rassisch und charakterlich menschlichen Auslese der Lehrgangsanwärter, von ihrer weltanschaulichen und fachlichen Schulung“. Am Ende des Kursprogramms wurde eine Facharbeit geschrieben und eine Prüfung abgelegt. Zum Programm der „Praxisnähe“ gehörten ein Besuch des Reichssicherheitshauptamtes und die Besichtigung eines Konzentrationslagers. Ab 1938 wurden ausgewählte Führungs- und Lehrkräfte zeitweilig den einzelnen Sonder- und Einsatzgruppen der Sicherheitspolizei und des SD zugeordnet. Sie nahmen während des Einsatzes an Judenverfolgungen, Vernichtung von Personengruppen in den besetzen Gebieten, Plünderungen und Massenerschießungen teil. Im Sommer 1941 wurde ein kompletter Lehrgang des Instituts unter der Führung ihres Schulkommandeurs Günther Hermann der Einsatzgruppe C, Sonderkommando 4b der Sicherheitspolizei und des Sicherheitsdienstes zugeteilt. Während ihres Einsatzes erschossen sie beispielsweise im Massaker von Drobyzkyj Jar 565 Insassen einer örtlichen Irrenanstalt in der südlichen Ukraine. Nach der Rückkehr setzten sie die Ausbildung mit dem Wintersemester fort.
Im Jahr 1944 wurde die Führerschule wegen der zunehmenden Luftangriffe auf Berlin in das westpreußische Nakel evakuiert. Die Lehrveranstaltungen wurden vor Ort weitergeführt.

### Lehrplan von 1938/1939
Lehrgang für Kriminalpolizeianwärter (13.Lehrgang):
1. Nationalpolitische Schulung
(Nationalsozialistische Weltanschauung, Allgemeine Staatslehre und deutsche Staatskunde, Völkerrecht)
2. Führerschulung
(Lebenskunde, Führerausbildung, Unterrichtslehre-Lerntechniken)
3.A Kriminalwissenschaft und Praxis
(Berufseignung, Kriminalpolizei, Gestapo, Abwehr, Kriminalpolizeiliche Untersuchungen, Einrichtungen-Arbeitsweise, Spezialwissenschaften der Kriminalistik)
3.B Rechtskunde
(Verwaltungs- und Polizeirecht, Materielles Strafrecht, Privatrecht)
4.Körperschulung
(Waffenausbildung, Schießlehre´, Polizeitaktische Ausbildung, Innendienst)

## Führung
- Leiter von 1926 bis März 1927 Max Hagemann (1883–1968)
- Präsident von 1929 bis 1933 Ernst van den Bergh (1873–1968)
- 1933 bis 1937 Felix Linnemann
- Kommandeur von 1937 bis März 1941 Otto Hellwig (1898–1962)
  - Adjutant Hellwigs war Kurt Zillmann (1906–1992), seit 1936 Fachlehrer Kriminologie/Kriminalistik
- im Jahr 1940 bis 1941 Erwin Schulz (1900–1981)
- im Jahr 1941 Günther Herrmann (1908–2004)
- ab 1942 Rudolf Hotzel (1909–1981)

## Bekannte Absolventen
- Walter Kubitzky (1891–1945), Lehrgang für die Politische Polizei 1936, ab 1941 Regierungs- und Kriminalrat
- Arthur Jetzlaff (1899–1941), Jahrgang 1930/1931, ab 1937 Kriminalrat,
- Fritz Barnekow (1899–1959), Jahrgang 1929/1930, ab 1944 Befehlshaber der Sicherheitspolizei und des Sicherheitsdienstes Paris
- Karl Giering (1900–1945), Jahrgang 1937/1938, ab 1942 Ermittler im Sonderkommando „Rote Kapelle“
- Willy Litzenberg (1900–1964), Jahrgang 1927/1928, Sonderkommission zur Untersuchung des Attentats vom 20. Juli 1944
- Heinrich Bergmann (1902–1980), Jahrgang 1938/1939, Bundeskriminalamt Bereich Ausbildung
- Kurt Moritz (1902–1973), Jahrgang 1927/1928, zum Kriminaldirektor 1945 ernannt,
- Kurt Riedel (1903–1945), Jahrgang 1930/1931, ab 1939 Kriminalrat,
- Ernst Berger (* 1904–??), Jahrgang 1930/1931, ab 1944 Kriminaldirektor
- Johann Sanitzer (1904–1957), Jahrgang 1940/1941, Kriminalrat, in Österreich verurteilt zu lebenslänglicher Haft
- Herbert Fischer (1904–1945), Jahrgang 1930/1931, ab 1941 Kriminaldirektor, Gestapochef Radom 1944
- Lothar Hoffmann (1905–1992), Jahrgang 1937/1938, ab 1955 Leiter des Kriminalkommissariats Limburg
- Kurt Zillmann (1906–1992), Jahrgang 1934/1935, ab 1936 Dozent für Kriminologie/Kriminalistik
- Helmut Heisig (1906–1980), Jahrgang 1929/1930, ab 1937 Leiter der Kriminalpolizei und Politische Polizei in Bonn
- Heinrich Erlen (1907–1974), Jahrgang 1938/1939, später Beamter im Bundeskriminalamt
- Otto Gunia (1907–1981), Jahrgang 1938/1939, später Regierungskriminalitätssekretär im Bundeskriminalamt
- Adolf Janssen (1907–2004), Jahrgang 1939/1940, ab 1965 Bankdirektor einer Hypothekenbank
- Erich Jakob (1907–1974), Jahrgang 1933/1934, ab 1943 Leiter Reichszentrale zur Bekämpfung von Sittlichkeitsdelikten
- Herbert Kappler (1907–1978), Jahrgang 1937, 1952 als Kriegsverbrecher in Italien verurteilt
- Alfred Martin (1908–1977), Lehrgang für Kriminalkommissare der Politischen Polizei 1934, ab 1944 Kriminalrat,
- Paul Dickopf (1910–1973), Jahrgang 1938/1939, später im Bundeskriminalamt
- Kurt Griese (1910–1993), Jahrgang 1938/1939, später Regierungskriminalitätsdirektor im Bundeskriminalamt
- Rudolf Thomsen (1910–1992), Jahrgang 1938/1939, später im Bundeskriminalamt
- Eberhard Eschenbach (1913–1964), Jahrgang 1939/1940, Kriminalpolizei Flensburg, später Beamter im Bundeskriminalamt
- Lothar Fendler (1913–1983), Jahrgang zwischen 1937 und 1941, im Stab der Einsatzgruppe C / 4b ab Juni 1941
- Gerhard Freitag (1913–1995), Jahrgang 1938/1939, später im Bundeskriminalamt
- Georg Heuser (1913–1989), Jahrgang 1940/1941, Leiter Landeskriminalpolizeiamt Rheinland-Pfalz
- Rolf Holle (1914–2004), Jahrgang 1938/1939, später im Bundeskriminalamt
- Johannes Hoßbach (1914–1985), Jahrgang 1937/1938, ab 1952 persönlicher Referent des 1. Präsidenten des BKA Hanns Jess
- Heinz Felfe (1918–2008), Jahrgang 1942/1943, Mitarbeiter im Reichssicherheitshauptamt, später in der Organisation Gehlen und dem BND